# Pasaporte del Mandato de Palestina

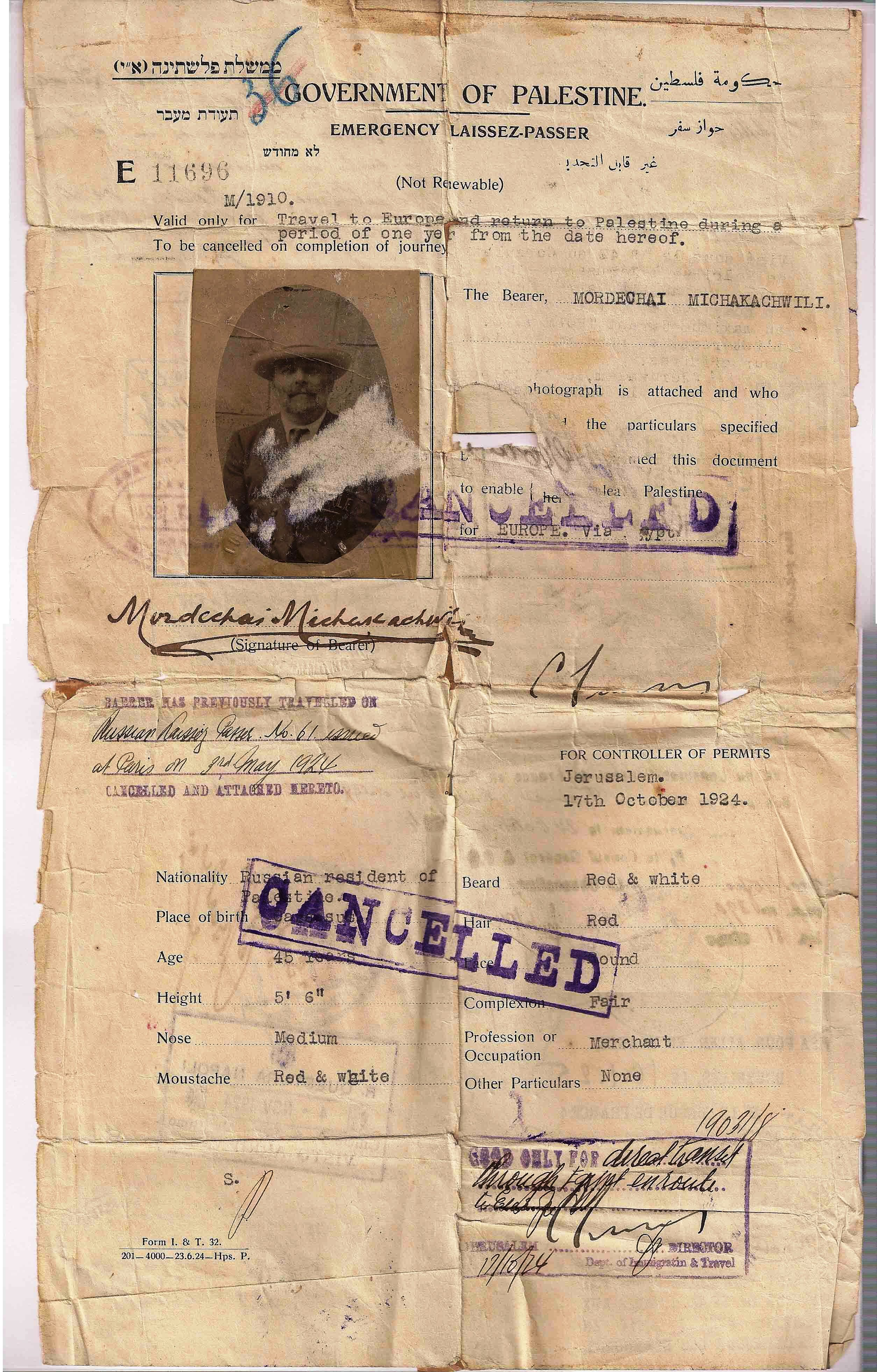
Antes de los pasaportes oficiales emitidos por el Mandato, los británicos emitieron un documento de viaje, como se ve en este ejemplo desde 1924. La entidad emisora se da como "Palestine" en inglés, "فلسطين" (Palestina) en árabe y "(פלשתינה (א״י" (Palestina más el acrónimo de Eretz Yisrael (Tierra de Israel)) en hebreo.

El Pasaporte del Mandato Palestina fue un documento de viaje emitidos por las autoridades británicas en el Mandato británico de Palestina para sus residentes entre 1925 y 1948. El primer pasaporte cubierto de color marrón apareció alrededor de 1927, tras la emisión de la Orden de Ciudadanía Palestina de 1925. Solo entre 1926 y 1935 se emitieron aproximadamente 70.000 de dichos documentos de viaje.
El estado de la ciudadanía obligatoria de Palestina no se definió legalmente hasta 1925. Antes de ese momento, el Gobierno de Palestina emitió pasaportes británicos a las personas con nacionalidad británica, y dos tipos de documentos de viaje a otros: 
1. Se disponía de un Certificado Provisional de Nacionalidad Palestina para las personas que habían indicado su intención de convertirse en ciudadanos obligatorios de Palestina y vivir en Palestina, siempre que nacieran en Palestina, su padre naciera en Palestina, o fueran un "sujeto ex-ruso que obligatoriamente adquirió la nacionalidad otomana en Palestina durante la guerra reciente ".[3] Las esposas de tales personas también eran elegibles desde finales de 1924.[4]
2. Un documento de viaje de emergencia.

La ciudadanía obligatoria de Palestina y los diversos medios para obtenerla se definieron en una Orden del Consejo de 24 de julio de 1925. Los sujetos turcos habitualmente residentes en Palestina (excluyendo Transjordania) el primer día de agosto de 1925 se convirtieron automáticamente en ciudadanos a menos que optaran por rechazarlo.   Muchas otras clases de personas pudieron solicitar la ciudadanía, que se otorgaría a discreción del Alto Comisionado. Poco después, se promulgó una ordenanza que permitía al Alto Comisionado emitir pasaportes a los ciudadanos de Palestina obligatoria.
Aunque la naturaleza de la ciudadanía obligatoria de Palestina había sido debatida dentro del gobierno británico desde 1920, la razón principal por la que se retrasó fue que los ciudadanos turcos eran extranjeros oficialmente enemigos hasta que se ratificó el Tratado de Lausana en 1923.
Los ciudadanos palestinos tenían derecho a residir en Palestina, pero no eran súbditos británicos, sino que se los consideraba personas protegidas británicas .
Los pasaportes obligatorios de Palestina dejaron de ser válidos en la terminación del mandato el 15 de mayo de 1948. Aun así, a principios de la década de 1950, los funcionarios de las Naciones Unidas describieron el "pasaporte de Palestina con orejas de perro gastado emitido en los días del Mandato por un gobierno que ya no existe legalmente" como "recuerdos de identidad atesorados por los refugiados". Los pasaportes israelíes, del Gobierno de Palestina y los pasaportes jordanos se ofrecieron a los antiguos sujetos del Mandato británico de acuerdo con la ciudadanía que adquirieron después de la guerra árabe-israelí de 1948. Un número significativo de palestinos árabes, especialmente en la Franja de Gaza y aquellos que encontraron refugio en Siria y Líbano, permanecieron apátridas.[cita requerida]